# Абидозавр
Абидозавр (лат. Abydosaurus, буквально: ящер Абидоса) — род завроподных динозавров из семейства брахиозаврид, живших во времена раннемеловой эпохи (109,0—93,5 млн лет назад) на территории Северной Америки (ныне штаты Юта и Колорадо, США). Представлен единственным видом — Abydosaurus mcintoshi.

## Описание
Первые ископаемые остатки динозавра, принадлежащего этому роду, были обнаружены в США на дне карьера на территории национального парка Dinosaur National Monument, на границе штатов Юта и Колорадо. В 2009 году для извлечения ископаемых костей из горных пород костей динозавров на территории парка был использован динамит. Описан в 2010 году группой палеонтологов под руководством Даниэля Чуре. Всего палеонтологи нашли разрозненные кости скелетов четырёх молодых особей динозавров и четыре черепа, два из которых сохранились практически полностью.
Название Abydosaurus является ссылкой на египетскую мифологию — Абидос в Древнем Египте был основным центром поклонения Осирису; как считалось, здесь захоронена голова бога (тогда как голотип абидозавра состоял из черепа и шеи). Данный типовой вид был назван Abydosaurus mcintoshi в честь палеонтолога Джека Макинтоша (англ. John S. ("Jack") McIntosh).
Абидозавр жил в конце раннемеловой эпохи, в альбском веке.

## Систематика
Изучение ископаемых костей абидозавра показало его тесное родство с более ранним брахиозавром. В связи с этим D. J. Chure (2010) включает данный род в семейство Brachiosauridae.